# Neves
Neves – miasto na Wyspach Świętego Tomasza i Książęcej; na Wyspie Świętego Tomasza, 10 068 mieszkańców (2012). Stolica dystryktu Lembá. Ważny port morski. Czwarte co do wielkości miasto kraju.